# Proasellus slavus
Proasellus slavus is een pissebed uit de familie Asellidae. De wetenschappelijke naam van de soort is voor het eerst geldig gepubliceerd in 1948 door Remy.